# Монторио ал Вомано
Монто̀рио ал Вома̀но (на италиански: Montorio al Vomano, на местен диалект Mundurjë, Мундуриъ) е градче и община в Южна Италия, провинция Терамо, регион Абруцо. Разположено е на 262 m надморска височина. Населението на общината е 8319 души (към 2010 г.).